# Sallneck
Sallneck è una frazione del comune tedesco di Kleines Wiesental, nel Baden-Württemberg.

Conta (2007) 356 abitanti.

## Storia
Sallneck costituì un comune autonomo fino al 1º gennaio 2009.